# Râul Vărăriei
Râul Vărăriei este un râu din România, afluent al râului Râcu. 